# Voices on the Air: The Peel Sessions
Pour les articles homonymes, voir Peel Sessions.
Albums de Siouxsie and the Banshees
Downside Up
(2004) At the BBC
(2009)
Voices on the Air: The Peel Sessions est une compilation de Siouxsie and the Banshees rassemblant les cinq Peel sessions enregistrées par le groupe entre 1977 et 1986. Ce CD est sorti en 2006.

## Liste des 19 titres
29-11-1977
1. Love in a Void
2. Mirage
3. Metal Postcard
4. Suburban Relapse

6-2-1978
1. Hong Kong Garden
2. Overground
3. Carcass
4. Helter Skelter (John Lennon, Paul McCartney)

3-4-1979
1. Placebo Effect
2. Playground Twist
3. Regal Zone
4. Poppy Day

10-2-1981
1. Halloween
2. Voodoo Dolly
3. But Not Them
4. Into the Light

28-1-1986
1. Candyman
2. Cannons
3. Lands End